# كلفيل (بيدفوردشير)
كلفيل (بالإنجليزية: Clophill)‏ هي قرية وأبرشية مدنية تقع في المملكة المتحدة في إنجلترا. يقدر عدد سكانها بـ 1,750 نسمة .

## أعلام
- جاك ماير